# Picchio (araldica)
Il picchio, uccello sacro a Marte, è in araldica simbolo di uomo forte e perseverante nelle imprese più difficili. Indica altresì resistenza continuata e lavoro indefesso ed efficace. Il picchio è stato spesso assunto nello stemma da chi aveva condotto una prolungata resistenza in battaglia.
Il picchio fu assunto come emblema da molte famiglie originarie di località alpine.

d'oro, al picchio di nero, crestato e unghiato di rosso; addestrato di nero
picchio sorante al naturale